# Georges Guétary
Georges Guétary, pseudoniem van Lámbros Vorlóou, (Alexandrië, 8 februari 1915 - Mougins, 13 september 1997) was een Frans zanger en acteur, vooral bekend als vertolker in operettes.

## Levensloop
Geboren in een groot gezin, werd hij 'geadopteerd' door zijn oom, de in zijn tijd beroemde concertist Tasso Janopoulo, die zelf geen kinderen had. Lambros verhuisde naar Parijs en volgde er de lessen aan een handelsschool. Men ontdekte er dat hij een mooie stem had. Hij werd voorgesteld aan de zangeres Ninon Vallin, die aanvaardde om zijn stem te scholen.
Zijn vroegste optredens deed hij in het variététheater als zanger in het orkest van Jo Bouillon. In 1937 werd hij opgemerkt door Henri Varna, directeur van het Casino de Paris, die hem een rol gaf in de revue van Mistinguett.
Tijdens de Tweede Wereldoorlog ging hij werken als maître d'hôtel in Toulouse. Hij ontmoette er de accordeonist Frédo Gardoni, die hem aanwierf als zanger en hem ook zijn eerste plaatopname bezorgde. Het was toen dat hij zijn artiestennaam uitkoos en hiervoor de naam van het kleine Baskische dorp Guéthary aannam. Er werd sindsdien aangenomen dat hij uit die streek afkomstig was, net zoals de andere charmezangers André Dassary, Luis Mariano en Rudy Hirigoyen.
Een beslissende wending in zijn leven kwam er toen hij Francis Lopez ontmoette. Deze uit Zuid-Amerika afkomstige tandarts, was ook componist. Van hem zong Guétary met succes twee liedjes: Caballero en Robin des Bois (1943). Bij de Bevrijding kwam daar nog de kaskraker A Honolulu (1945) bij, ook van Francis Lopez, die gevolgd werd door Guétary's eerste filmoptreden, Le Cavalier noir (1945), met liederen die eveneens door Lopez werden geschreven: Cavalier, Avec l'amour, La plus belle, en vooral Chic à Chiquito.
In 1950 trad hij op in Broadway, New York, in een operette genaamd Arms and the girl. Terug in Frankrijk zong hij de hoofdrol in twee operettes van Lopez:
- Pour Don Carlos (1950).
- La Route fleurie (1952), waarin hij Bourvil en Annie Cordy als partners had. Hij behoorde voortaan tot de meest populaire Franse charmezangers.

De operettes volgden elkaar op:
- Pacifico (1958) op muziek van Jo Moutet.
- La Polka des lampions, teksten door Marcel Achard, muziek van Gérard Calvi (1962).
- Monsieur Carnaval teksten door Frédéric Dard, muziek van Charles Aznavour (1965). Hierin zong hij het lied La Bohême dat later door Aznavour zelf werd gezongen en een van zijn grootste hits werd.
- Monsieur Pompadour teksten door Françoise Dorin, muziek van Claude Bolling (1971).
- Les Aventures de Tom Jones, muziek van Jean Marsan en Jacques Debronckart (1974).

De belangstelling voor de operette deemsterde toen stilaan weg. Niettemin deed Francis Lopez inspanningen om het genre nieuw leven in te blazen, met wisselend succes. Guétary trad als vedette op in:
- Aventure à Monte-Carlo (1981),
- L'Amour à Tahiti (1982),
- Hourra papa (1984),
- Carnaval aux Caraïbes (1985),
- Le Roi du Pacifique (1986).

## Films

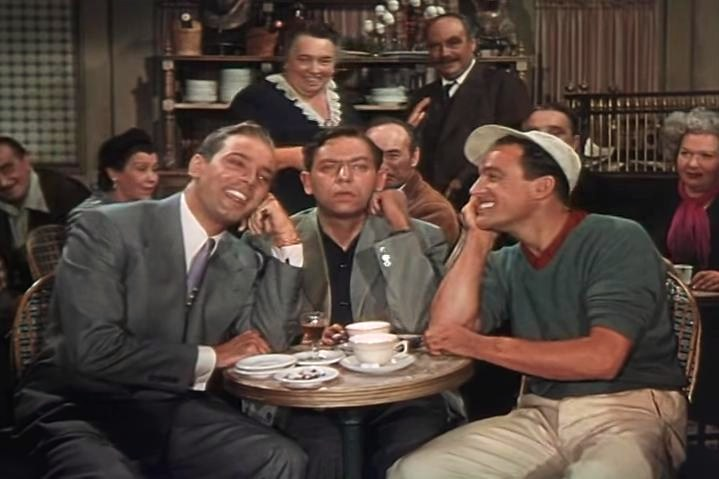
Georges Guétary (links) met Gene Kelly (rechts)

Guétary trad op in talrijke muzikale films:
- Quand le cœur chante door Bernard Roland (1938).
- Monsieur Hector door Maurice Cammage (1940).
- La Femme perdue door Jean Choux (1942).
- L'Inévitable Monsieur Dubois door Pierre Billon (1942).
- Moulins d'hier et d'aujourd'hui door Serge Griboff (1943).
- Le Cavalier noir door Gilles Grangier (1945).
- Trente et quarante door Gilles Grangier (1946).
- Les Aventures de Casanova, door Jean Boyer (1947).
- Jo la Romance, door Gilles Grangier (1948).
- Amour et Compagnie, door Gilles Grangier (1949)
- An American in Paris, door Vincente Minnelli, met Gene Kelly (1951).
- Paris chante toujours, door Pierre Montazel (1951).
- Une fille sur la route, door Jean Stelli (1951).
- Plume au vent, door Louis Cuny en Ramon Torrado (1951).
- La Route du bonheur, door Maurice Labro en Giorgio Simonelli (1952).
- Les Tribulations de Monsieur de Biche' (1953).
- De Zigeunerbaron door Arthur Maria Rabenalt (1954).
- Le Chemin du paradis (1955).
- Die drei von der Tankstelle door Hans Wolff (1955).
- Une nuit aux Baléares door Paul Mesnier (1956).
- Vergiss wenn Du Kannst door Hans H. König (1956).
- Amour, tango, mandoline of Liebe ist ja nur ein Märchen door Arthur Maria Rabenalt (1957).
- C'est arrivé à 36 chandelles door Henri Diamant-Berger (1957).
- Somnia ou le voyage en Hypnopompia door Hélène Guétary, 1995.

## Privé
Guétary trouwde met Janine Guyon en ze hadden twee kinderen.
Hij overleed aan een hartaanval en werd begraven in Cannes.

## Publicaties
- Georges Guétary, Montréal, Héritage, 1978.
- Les hasards fabuleux, met een voorwoord door Frédéric Dard, Parijs, Table ronde, 1981.